# Oviedo
Oviedo (ast. Uviéu) – miasto w Hiszpanii, historyczna i współczesna stolica Asturii.

## Historia
Miasto zostało założone w 761 roku wokół klasztoru. Za panowania króla Alfonsa II zostało stolicą królestwa. Od 1608 siedziba uniwersytetu. W XIX wieku rozwój zagłębia węglowego.

## Gospodarka
Obecnie jest ośrodkiem hutnictwa, a produkuje się tu również maszyny, szkło, chemikalia i naczynia. W mieście znajduje się stacja kolejowa Oviedo.

## Zabytki
- katedra San Salvador zbudowana w latach 1388–1528 w stylu gotyku płomienistego. Wewnątrz kościoła znajduje się grobowiec króla Asturii Alfonsa II. Najstarszą częścią kościoła jest zachowany fragment świątyni z początku IX wieku zaadaptowany na dwupoziomową kryptę katedralną. Wewnątrz niej znajduje się m.in. krzyż niesiony w pierwszej bitwie rekonkwisty pod Covadongą (722) przez pierwszego króla Asturii Pelagiusza. Obok pałac biskupi z XVI-XVII wieku;
- kościół San Tirso zbudowany w latach 812-842, który ze względu na liczne przebudowy poza triforium na wschodniej ścianie zatracił cechy budowli przedromańskiej;
- dawny klasztor benedyktyński San Vincente z pięknie zachowanymi krużgankami, aktualnie mieści Muzeum Archeologiczne eksponujące głównie miejscowe znaleziska;
- XVIII-wieczne pałace, w tym Velarde mieszczący Muzeum Sztuk Pięknych ze zbiorami regionalnego malarstwa;
- pałac de la Rua z XIV wieku;
- akwedukt z XVI wieku;
- ratusz z XVII wieku;
- dwukondygnacyjny przedromański kościół Santa María del Naranco położony na zboczu Monte Naranco (2 km na północ od centrum miasta) jest przebudowanym letnim pałacem króla Ramira I;
- przedromański kościół San Miguel de Lillo zbudowany w czasie panowania króla Ordoña I[2] położony w pobliżu kościoła Santa Maria del Naranco.

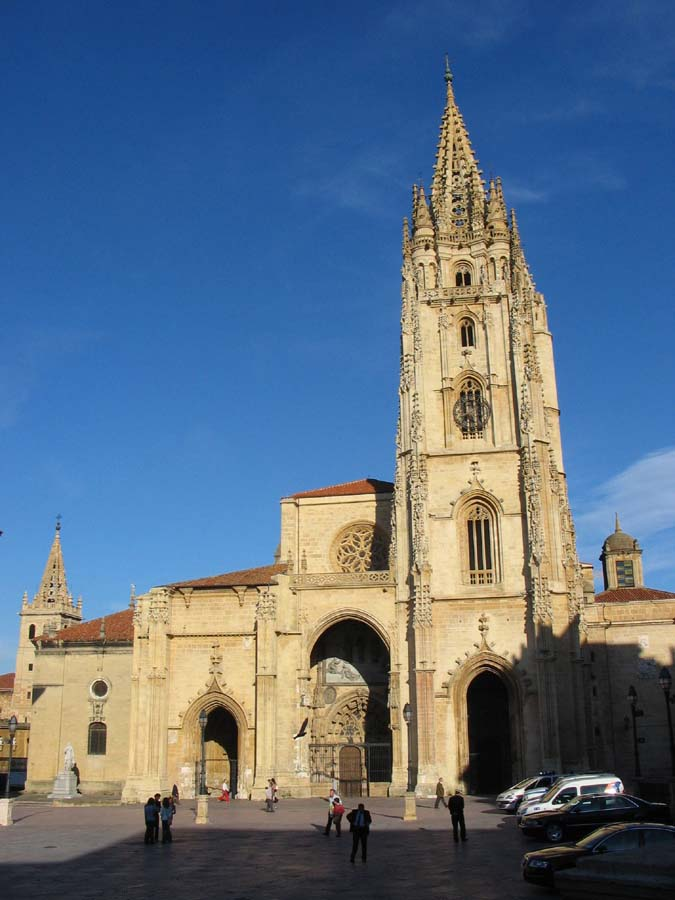
Katedra w Oviedo
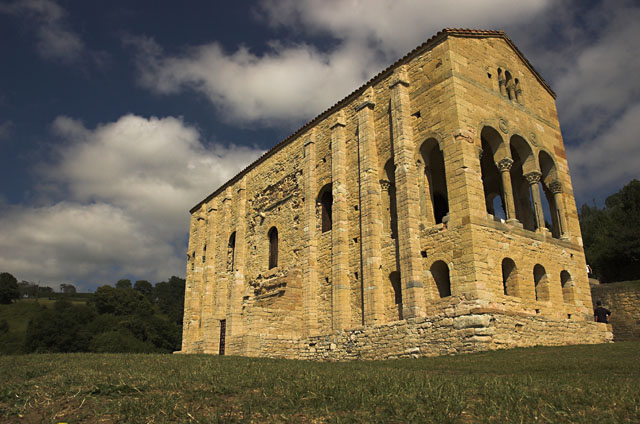
Przedromański kościół Santa Maria del Naranco

## Geografia
Znajduje się pomiędzy Atlantykiem (Zatoka Biskajska) a Górami Kantabryjskimi. Położone jest na Costa Verde, niedaleko największego miasta regionu – Gijón.

### Klimat
| Miesiąc | Sty  | Lut  | Mar  | Kwi  | Maj  | Cze  | Lip  | Sie  | Wrz  | Paź  | Lis  | Gru  | Roczna |
| --- | ---- | ---- | ---- | ---- | ---- | ---- | ---- | ---- | ---- | ---- | ---- | ---- | ------ |
| Średnie temperatury w dzień [°C]                                                                                                   | 12.0 | 12.7 | 14.9 | 15.7 | 18.2 | 20.9 | 22.8 | 23.3 | 22.1 | 18.7 | 14.6 | 12.4 | 17,4   |
| Średnie dobowe temperatury [°C] | 8.3  | 8.7  | 10.5 | 11.3 | 13.9 | 16.7 | 18.7 | 19.1 | 17.6 | 14.6 | 10.9 | 8.9  | 13,3   |
| Średnie temperatury w nocy [°C] | 4.6  | 4.7  | 6.1  | 6.8  | 9.5  | 12.4 | 14.5 | 14.8 | 13.1 | 10.4 | 7.2  | 5.3  | 9,1    |
| Opady [mm] | 84   | 81   | 78   | 100  | 82   | 57   | 45   | 56   | 66   | 98   | 115  | 98   | 960    |
| Średnia liczba dni z opadami | 10.7 | 10.3 | 10.4 | 12.2 | 12.1 | 8.3  | 7.3  | 7.8  | 7.9  | 11.3 | 12.3 | 11.7 | 122,3  |
| Wilgotność [%] | 76   | 75   | 74   | 76   | 78   | 79   | 79   | 80   | 78   | 79   | 79   | 77   | 78     |
| Średnie usłonecznienie [h] | 115  | 122  | 153  | 160  | 167  | 167  | 177  | 176  | 166  | 138  | 109  | 105  | 1756   |
| Źródło: Agencia Estatal de Meteorología (liczba dni z opadami dla wartości 1 mm, wysokość 336 m n.p.m., 26 km od morza, 1981–2010) |      |      |      |      |      |      |      |      |      |      |      |      |        |

## Osoby związane z Oviedo
- Z Oviedo pochodzi kierowca Formuły 1 Fernando Alonso.
- W tym mieście urodził się także piosenkarz popowy Melendi.
- Tutaj dzieje się fragment akcji filmu Vicky Cristina Barcelona w reżyserii Woody’ego Allena.
- W Oviedo urodziła się Letycja, królowa Hiszpanii, żona króla Hiszpanii Filipa VI[4].

## Miasta partnerskie
- Valparaíso, Chile
- Bochum, Niemcy
- Buenos Aires, Argentyna
- Veracruz, Meksyk
- Clermont-Ferrand, Francja
- Tampa, Stany Zjednoczone
- Santiago de Compostela, Hiszpania
- Santa Clara, Kuba
- Jersey City, Stany Zjednoczone
- Hangzhou, Chiny
- Santander, Hiszpania